# ألين بيرغن
ألين بيرغن (بالإنجليزية: Allen Bergin) هو قسيس وعالم نفس أمريكي، ولد في 4 أغسطس 1934 في سبوكين في الولايات المتحدة.